# 弘前医疗福祉大学短期大学部
弘前医疗福祉大学短期大学部（日语：／ Hirosaki Iryō Fukushi Daigaku  Tanki Daigakubu *）是一所位于日本青森县弘前市的私立短期大学。前弘前福祉短期大学（日语：／ Hirosaki Fukushi Tanki Daigaku *）。

## 概要

### 简介
- 学校最早可以追溯到1965年[1]。短期大学为于2002年开办[2]、由学校法人弘前城东学园。

### 历史
- 2002年 弘前福祉短期大学成立并同时设置生活福利学科[2]。
- 2009年 改校名为弘前医疗福祉大学短期大学部。生活福利学科分离为护理福利专攻和食育福利专攻[2]。
- 2014年 紧急医疗技术成立。

### 宪章
- 请参看弘前医疗福祉大学短期大学部的标志 （页面存档备份，存于） （日語） 2013年11月22日阅览。

## 学校环境
- 校区：在青森县弘前市

## 历任校长
- 下田肇：现在短期大学校长[3]

## 组织

### 学科
- 生活福利学科
  - 护理福利专攻[注 1]
  - 食育福利专攻
- 紧急医疗技术学科[注 2]

### 专科
| - 没有 |

## 相关链接
- 日本短期大学列表
- 弘前医疗福祉大学